# Douane-unie van Zuidelijk Afrika
De Douane-unie van Zuidelijk Afrika (Engels: Southern African Customs Union, SACU), is een geïntegreerde economische samenwerking tussen vijf landen in Zuidelijk Afrika en werd opgericht in 1910, waardoor het de oudste nog bestaande douane-unie is.

## Geschiedenis
De douane-unie kwam in 1910 tot stand door het zogeheten Customs Union Agreement, een overeenkomst tussen de toenmalige Unie van Zuid-Afrika en enkele andere aangrenzende Britse territoria, het huidige Botswana, Lesotho en Swaziland. Overigens bestond er sinds 1889 al een douane-unie tussen de Kaapkolonie en de Oranje Vrijstaat. Nadat deze Britse territoria de onafhankelijkheid verwierven werd de overeenkomst in 1969 herzien en kreeg het een nieuwe vorm en haar huidige naam. In 1990 treedt het laatste land toe, het onafhankelijk geworden Namibië dat voorheen als Zuidwest-Afrika van Zuid-Afrika deel uitmaakte.

## Lidstaten
- Botswana
- Lesotho
- Namibië
- Swaziland
- Zuid-Afrika